# Tokyo Electron
Tokyo Electron Limited ou TEL, é uma fabricante japonesa de semicondutores sediada em Akasaka, Minato-ku, Tóquio, Japão.